# Zitti e buoni
"Zitti e buoni"(em português: "Calados e bons")  é uma canção da banda italiana Måneskin, mais conhecida por ter ganho o Festival de Sanremo e o Festival Eurovisão da Canção 2021, em Roterdão, Países Baixos, pela Itália no Festival Eurovisão da Canção.

## Lista de posições
| Lista (2021)                     | Melhor posição |
| -------------------------------- | -------------- |
| Billboard Global 200 (Billboard) | 106            |
| Itália (FIMI)                    | 2              |
| Lituânia (AGATA)                 | 22             |
| Suíça (Schweizer Hitparade)      | 57             |
| Brasil (Spotify Viral 50 Brazil) | 5              |

## Lançamento
| País   | Data               | Formato                     | Editora                  | Refs  |
| ------ | ------------------ | --------------------------- | ------------------------ | ----- |
| Itália | 3 de março de 2021 | Contemporary hit radio      | Sony Music Entertainment | [ 8 ] |
| Vários | 3 de março de 2021 | Download digital, streaming | Sony Music Entertainment | [ 9 ] |